# 不定元
不定元（ふていげん、英: indeterminate）とは、多項式や形式的冪級数に現れる記号であり、しばしば変数と呼ばれる。正式には、不定元は変数ではなく、多項式環や形式的冪級数環の定数である。しかしながら、多項式や形式的級数とそれらの定義する関数との間の強い関係のために、多くの著者は不定元を変数の特別な種類と考える。
不定元と変数の違いが表れる例として、二元体 F2 上で X を不定元とする多項式 f(X) = X2 + X ∈ F2[X] を考える。この多項式はもちろん 0 ではない。ところが、X を変数と考えた多項式関数 f(X) は 0 である。

## 注
1. ↑  なぜならば、写像 f: F2 → F2; X ↦ X2 + X は、f(0) = 0, f(1) = 1 + 1 = 0 であるためである。